# Zornia apiculata
Zornia apiculata är en ärtväxtart som beskrevs av Milne-redh.. Zornia apiculata ingår i släktet Zornia och familjen ärtväxter. Inga underarter finns listade i Catalogue of Life.